# Marcus Tulio Tanaka
Marcus Tulio Tanaka (japonsko 田中 マルクス 闘莉王), japonski nogometaš, * 24. april 1981, São Paulo, Brazilija.
Za japonsko reprezentanco je odigral 43 uradnih tekem in dosegel 8 golov.